# Лайко Андрій Павлович

Андрі́й Па́влович Лайко (24 липня 1897, Дерев'яне — † 1964, Манчестер) — вояк Армії Української Народної Республіки, учасник битви під Монте-Кассіно в складі Армії Андерса.
Андрій Лайко народився у 1897 році в селищі Дерев'яне поблизу Рівного, на початку XX століття здобув педагогічну освіту в Житомирі, згодом брав участь у бойових діях Першої світової війни у складі царської армії, а пізніше у складі армії Української Народної Республіки. В міжвоєнний період був організатором «Просвіти» у рідному селищі, яке в той час перебувало у складі Другої Речі Посполитої. З приходом радянської влади у 1939 році на землі Західної України був засуджений за статтею 54 п.13 Кримінального кодексу УРСР «За активні дії або активну боротьбу проти робітничого класу…». Міра покарання засудженому — вісім років ув'язнення з конфіскацією майна. Після оголошення вироку А. Лайко був направлений відбувати покарання до Старобільського табору НКВС, а згодом до Воркуттабору НКВС.
У серпні 1941 р. Андрій Лайко потрапив до лав Армії генерала Андерса, яка створювалася з числа громадян Другої Речі Посполитої, що перебували в ув'язненні на території СРСР. Перебуваючи у складі військового формування, Андрій Павлович Лайко разом з 3 тисячами українців, пройшов нелегкий бойових шлях через Іран, Ірак, Палестину, Сирію, Лівію, Єгипет та Італію. Незважаючи на постійні утиски з боку польського військового командування, в ході передислокації армії на території Іраку та Палестини українцям в лавах Армії генерала Андерса вдалося провести власні національні зібрання. Андрій Лайко був учасником таємної зустрічі українців з представниками союзників в Тель-Авіві, головною метою якої було утворити власне національне формування під командуванням британської або американської військової влади. Спроба завершилися невдачею.
У ході бойових дій Другої світової війни у складі Армії Андерса брав участь у битві під Монте-Кассіно (Італія), отримав бойові нагороди. Згодом брав участь у звільненні італійських міст Анкона, Лорето та Болонья.
Андрій Лайко у 1946 році змушений був емігрувати на територію Канади, а згодом до Великої Британії. У місті Манчестер займався активною громадською та культурно-просвітницькою діяльністю серед українців.
З часу ув'язнення у 1939 р. і до смерті у 1964 р. Андрій Лайко так і не побував на рідній землі. На могилі, що знаходиться у місті Манчестер, написані наступні слова: «Народився на Волині, не дочекавшись волі України помер у смутку на чужині».

## Вшанування пам'яті
Іменем Андрія Лайка названа одна з вулиць міста Рівне.